# Joe Donoghue
Joseph F. Donoghue (ur. 11 lutego 1871 w Newburgh – zm. 1 kwietnia 1921 w Nowym Jorku) – amerykański łyżwiarz szybki pochodzenia irlandzkiego.

## Kariera
Największy sukces w karierze Joe Donoghue osiągnął w 1891 roku, kiedy podczas nieoficjalnych wielobojowych mistrzostw świata w Amsterdamie zdobył złoty medal. W zawodach tych był jedynym sklasyfikowanym zawodnikiem, wyprzedzając Klaasa Pandera z Holandii oraz Augusta Underborga z Cesarstwa Niemieckiego. W tej samej konkurencji był też drugi na rozgrywanych dwa lata wcześniej nieoficjalnych mistrzostwach świata w Amsterdamie. Nie otrzymał medalu, bowiem w tamtych czasach przyznawano go tylko zwycięzcy, którym został Aleksandr Panszyn z Imperium Rosyjskiego.